# Преко, Яу
Я́у Пре́ко (англ. Yaw Preko; 8 сентября 1974, Аккра) — ганский футболист, выступавший на позиции нападающего.

## Карьера

### Клубная
Начинал карьеру в чемпионате Ганы. В 18 лет перебрался в Европу, где провёл пять сезонов в составе бельгийского «Андерлехта», который за это время трижды одерживал победу в чемпионате. С 1997 по 2004 год выступал за различные турецкие клубы, в том числе за «Фенербахче». В 2004 году стал вице-чемпионом Швеции в составе «Хальмстада». Последними клубами в карьере Преко стали саудовский «Аль-Иттифак» и вьетнамский «Хоангань Зялай».

### В сборной
В 1992 году в составе сборной Ганы завоевал бронзовые медали на Олимпийских играх в Барселоне. Принимал участие в финальных турнирах трёх Кубков африканских наций (1992, 1996, 2000). Всего за национальную команду сыграл 25 матчей.

## Достижения
- Бронзовый призёр летних Олимпийских игр (1): 1992